# Cocoskuckuck
Der Cocoskuckuck (Coccyzus ferrugineus), auch Kokosinsel-Kuckuck, ist eine endemische Inselart aus der Familie der Kuckucksvögel und zählt zu den Kuckucksarten, die in ihrem Bestand gefährdet (vulnerable) sind. Wie für Vertreter der Gattung Coccyzus typisch, zieht er seinen Nachwuchs selbst groß.

## Merkmale
Der Cocoskuckuck erreicht eine Körperlänge von 33 Zentimetern und zählt damit zu den kleinen Kuckucksarten. Er wiegt durchschnittlich 70 Gramm. Es gibt keinen auffälligen Geschlechtsdimorphismus.

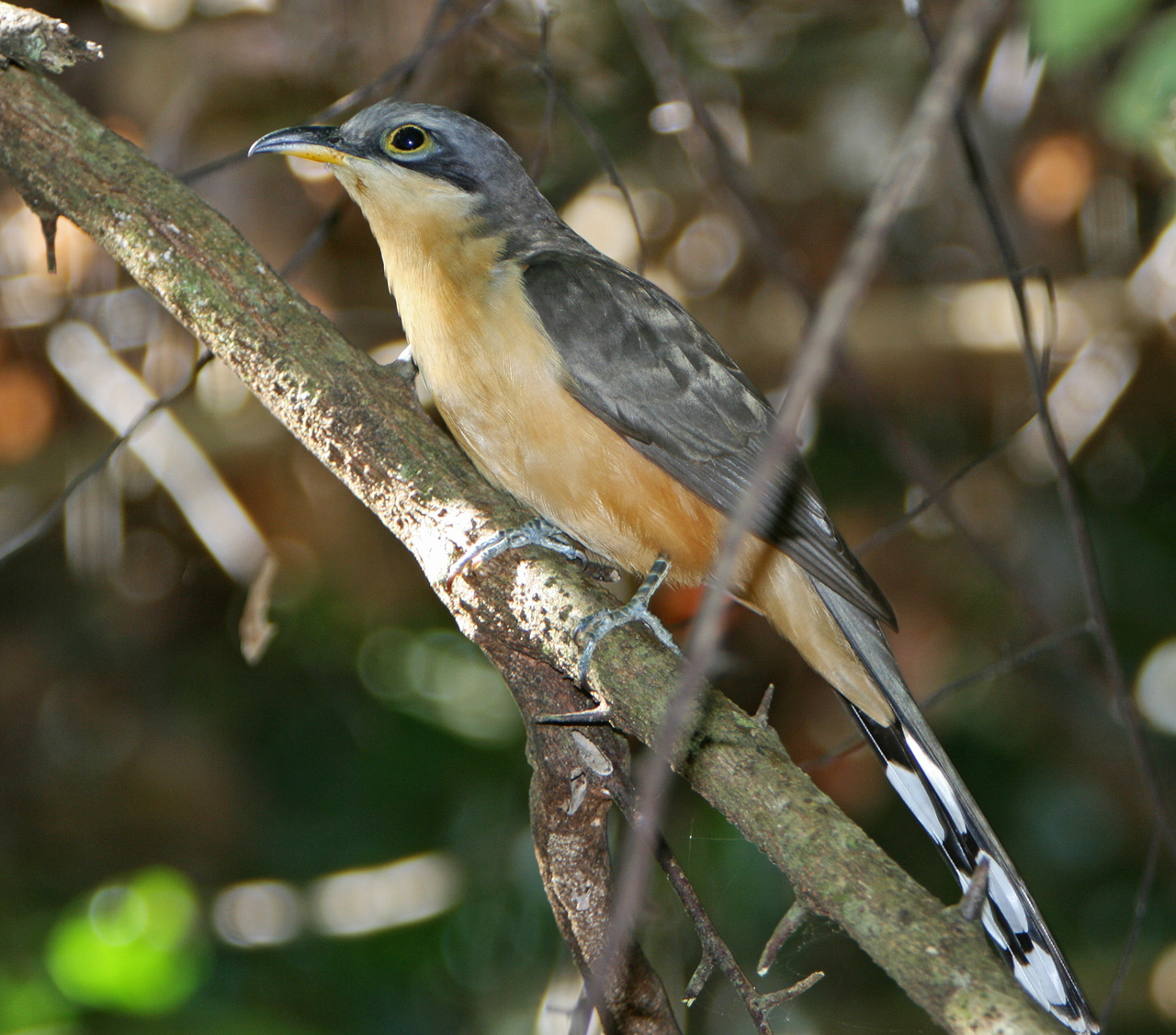
Der nicht auf der Kokosinsel vorkommende Mangrovenkuckuck ähnelt dem Cocoskuckuck

Bei den adulten Vögeln ist die Stirn und der Scheitel grauschwarz und geht am Hinterkopf allmählich in ein Graubraun über. Auch der Mantel und die Flügeldecken, der Bürzel und die Oberschwanzdecken sind graubraun. Die Flügel sind ansonsten auf der Oberseite dunkel rotbraun, auf der Unterseite isabellfarben. Der Cocoskuckuck hat eine auffällige schwarze Kopfmaske, die sich deutlich von der Befiederung des Scheitels abhebt und die Augen  umrahmt. Unterhalb dieser Kopfmaske ist der Kopf cremeweiß. Auch Kehle und Vorderbrust sind cremeweiß, am Bauch geht dies in einen kräftigen Isabell-Ton über. Diese Färbung ist besonders auffällig an den Flanken und den Schenkeln. Die Schwanzfedern sind deutlich schwarz-weiß gemustert. Die Iris ist dunkelbraun, der Augenring ist gelb. Der Oberschnabel ist schwarz, der Unterschnabel ist leuchtend gelb mit einer schwarzen Schnabelspitze.
Jungvögel gleichen den adulten Vögeln, bei ihnen ist jedoch das schwarzweiße Muster der Steuerfedern noch nicht so ausgeprägt.
Mehrere Arten aus der Gattung Coccyzus ähneln dem Cocoskuckuck: Sowohl der Mangrovenkuckuck als auch der Gelbschnabel- und der Schwarzschnabelkuckuck weisen mit ihrer hellen Körperunterseite eine ähnliche Gefiederfärbung auf. Eine Verwechselungsmöglichkeit ist jedoch ausgeschlossen, da diese drei Arten die Kokos-Insel auch als Irrgast nicht erreichen.

## Verbreitung
Der Cocoskuckuck kommt ausschließlich auf der Kokos-Insel vor. Er ist dort der einzige Vertreter der Kuckucke.

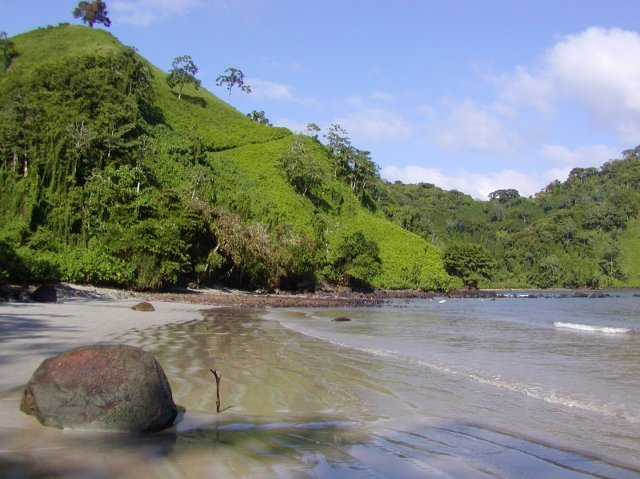
Chatham Bay der Kokos-Insel

Die Kokos-Insel ist eine unbesiedelte Insel im Pazifischen Ozean, die seit 1978 unter Naturschutz steht und mittlerweile den Status eines Nationalparks hat. Sie gehört politisch zum Kanton Puntarenas der gleichnamigen Provinz des zentralamerikanischen Staates Costa Rica. Die Kokosinsel ist 7,49 km lang und bis zu 4,61 km breit und hat eine Fläche von 23,85 km². Die höchste Erhebung ist der Cerro Iglesias mit 634 m im Westen. Von den 87 auf der Insel vorkommenden Vogelarten sind mit Kokosinsel-Tyrann (Nesotricus ridgwayi) und  Kokosfink (Pinaroloxias inornata) zwei weitere Arten in ihrem Vorkommen auf diese Insel begrenzt.
Der größte Teil der rund 24 km langen Küstenlinie besteht aus steilen Kliffs, die bis zu 200 m aus dem Meer aufragen. Die Insel ist mit einem dichten Regenwald bedeckt, die Flora im Inselinneren besteht vorwiegend aus Arten, die mit denen des benachbarten amerikanischen Kontinentes verwandt sind. Sie setzt sich aus verschiedenen Ficus-Arten, Brosimum guianense, Ameisenbäumen (Cecropia) und Balsabäumen (Ochroma) zusammen, die ein dichtes Gewirr von Epiphyten und Kletterpflanzen bedeckt. Als buschig wachsende Rand- und Unterpflanzen kommen die endemische Eugenia pacifica, der Seifenstrauch (Clidemia hirta), und Miconia dodecandra vor. In den Strandbereichen gibt es lichte Haine mit Hibiscus tiliaceus und Balsamapfel (Clusia rosea). Auf Grund der häufigen Regenfälle ist die Insel von  zahlreichen Fließgewässern durchzogen.
Der Cocoskuckuck besiedelt auf der Insel überwiegend die lichten Hibiskushaine, die Dickichte entlang der Fließgewässer sowie Stellen, in denen Bananenbäume die dominierende Baumart sind. Er kommt auch in Sekundärwald vor.

## Lebensweise
Der Cocoskuckuck bewegt sich überwiegend hüpfend durch das dichte Unterholz und fliegt nur selten auf. Er lauert dabei abwechselnd Beutetieren auf oder sucht sie durch plötzliche Bewegungen aufzuschrecken.
Über die Fortpflanzung des Cocoskuckucks ist nur wenig bekannt. Die Fortpflanzungszeit fällt jedoch überwiegend in die Monate Januar und Februar. Er frisst verschiedene Wirbellose sowie kleine Eidechsen.

## Gefährdung
Der Bestand des Cocoskuckucks ist vor allem durch auf der Kokosinsel eingeführte Säugetierarten gefährdet, die entweder die Zusammensetzung der Flora verändern oder Fressfeinde des Cocoskuckucks sind. Auf der Insel wurden Hausschweine und Ziegen eingeführt sowie Weißwedelhirsche ausgesetzt. Alle Arten verhindern eine Regeneration des Waldes. Eingeschleppte Ratten attackieren die Nestlinge des Kuckucks und eingeschleppte Hauskatzen stellen auch den adulten Vögeln nach.

## Einzelbelege
1. ↑  Coccyzus ferrugineus in der Roten Liste gefährdeter Arten der IUCN 2012. Eingestellt von: BirdLife International, 2012. Abgerufen am 17. Oktober 2016.
2. 1 2 3  Erhitzøe, Mann, Brammer, Fuller: Cuckoos of the World. S. 301.
3. ↑  Dieter Mueller-Dombois, F. Raymond Fosberg: Vegetation of the Tropical Pacific Islands. Springer-Verlag, Berlin 1998, ISBN 0-387-98313-9, S. 584–585
4. ↑  Martin Walters: Die Signale der Vögel - Was Vögel über die Umwelt verraten. Haupt, Bern 2011, ISBN 978-3-258-07682-9, S. 166.